# Thyridium anomala
Thyridium anomala är en skalbaggsart som beskrevs av Hermann Burmeister 1855. Thyridium anomala ingår i släktet Thyridium och familjen Rutelidae. Inga underarter finns listade i Catalogue of Life.